# Scrophularia mesopotamica
Scrophularia mesopotamica är en flenörtsväxtart som beskrevs av Pierre Edmond Boissier. Scrophularia mesopotamica ingår i släktet flenörter, och familjen flenörtsväxter. Inga underarter finns listade i Catalogue of Life.